# Brunehaut
Brunehaut ist eine Gemeinde in der Provinz Hennegau im wallonischen Teil Belgiens und grenzt im Süden an Frankreich. Im Bereich der Gemeinde passiert die Schelde die französisch-belgische Grenze.
Die Gemeinde besteht aus den Ortschaften Bléharies, Guignies, Hollain, Howardries, Jollain-Merlin, Laplaigne, Lesdain, Rongy und Wez-Velvain.

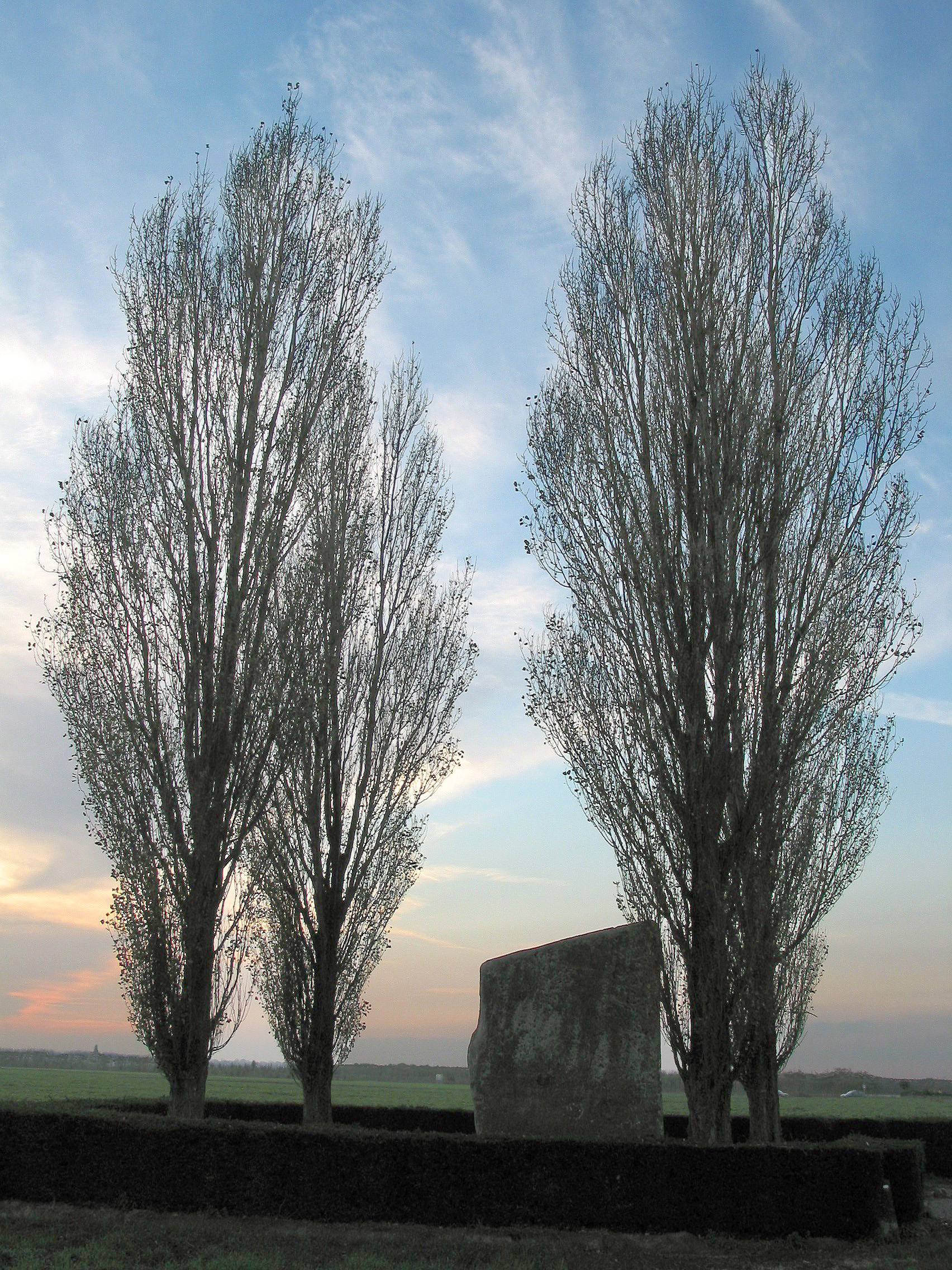
Der Brunehaut-Stein/Pierre de Brunehaut in Hollain markiert die Kreuzung zweier alter Römerstraßen im Gemeindegebiet

Der Gemeindename geht zurück auf die durch die Gemeinde verlaufende alte Römerstraße von Cambrai in Frankreich nach Tournai, die wie die meisten alten Römerstraßen im Bereich des heutigen Belgiens im Mittelalter als Chaussée Brunehaut bezeichnet wurden, was auf die Frankenkönigin Brunichild zurückgeführt wird.